# Magdalena Mroczkiewicz
Magdalena Urszula Mroczkiewicz (* 28. August 1979 in Danzig) ist eine ehemalige polnische Florettfechterin.

## Erfolge
Magdalena Mroczkiewicz erzielte sämtliche internationalen Erfolge im Mannschaftswettbewerb. Sie wurde 2003 in Havanna und 2007 in St. Petersburg mit der Mannschaft Weltmeister und gewann darüber hinaus zwischen 1998 und 2004 jeweils zwei Silber- und zwei Bronzemedaillen bei Weltmeisterschaften. Zudem wurde sie 2002 in Moskau und 2003 in Bourges mit ihr Europameister. Mroczkiewicz  nahm an zwei Olympischen Spielen teil: Bei den Olympischen Spielen 2000 in Sydney zog sie in der Mannschaftskonkurrenz nach Siegen über China und Deutschland ins Finale um den Olympiasieg ein, das gegen Italien mit 36:45 verloren wurde. Gemeinsam mit Sylwia Gruchała, Barbara Wolnicka-Szewczyk und Anna Rybicka erhielt sie somit die Silbermedaille. Das Einzel beendete sie auf dem 14. Platz. 2008 belegte sie in Peking den 29. Rang im Einzel und den siebten Rang mit der Mannschaft.